# دوغلاس إس. جاكسون
دوغلاس إس. جاكسون (بالإنجليزية: Douglas S. Jackson)‏ هو محامي وسياسي أمريكي، ولد في 10 يوليو 1954 في ديكسون في الولايات المتحدة. حزبياً، نشط في الحزب الديمقراطي. وقد انتخب عضو مجلس نواب تينيسي وانتخب عضو مجلس ولاية تينيسي.